# Un Universo de la nada
Un Universo de la nada: por qué hay algo en lugar de nada es un libro del físico Lawrence M. Krauss, publicado inicialmente el 10 de enero de 2012 por Free Press. Trata sobre la cosmología moderna y sus implicaciones en el debate sobre la existencia de Dios . El tema principal del libro es cómo "hemos descubierto que todos los signos sugieren un universo que podría surgir y es plausible que lo haya surgido de una nada más profunda, implicando la ausencia del espacio mismo y, que algún día puede volver a la nada a través de procesos que pueden no solo ser comprensibles, sino también procesos que no requieren de ningún control o dirección externos".

## Publicación
El libro termina con un epílogo de Richard Dawkins en el que compara el impacto potencial del libro al de El origen de las especies — una comparación que el mismo Krauss llamó "pretenciosa". Christopher Hitchens había aceptado escribir un prólogo para el libro, pero estuvo demasiado enfermo para completarlo antes de su muerte. Para escribir el libro, Krauss amplió el material de una conferencia sobre las implicaciones cosmológicas de un universo plano en expansión  que dio en la Fundación Richard Dawkins en 2009 en la conferencia de la Alianza Atea Internacional. El libro apareció en la Lista de best sellers del New York Times el 29 de enero de 2012.

## Recepción
En el New York Times, el físico y filósofo de la ciencia David Albert dijo que el libro no estaba a la altura de su título; afirmó que Krauss desestimó las preocupaciones sobre lo que Albert llama su mal uso del término nada, ya que si la materia proviene de los campos cuánticos relativistas, la pregunta pasa a ser de dónde provienen esos campos, de lo cual Krauss no habla.
Caleb Scharf, escribiendo en Nature, dijo que "sería fácil que esta notable historia se regodease en la autocomplacencia, pero Krauss la dirige con sobriedad y gracia".
Ray Jayawardhana, Titular de la Cátedra de investigación canadiense de astrofísica observacional en la Universidad de Toronto, escribió para The Globe and Mail que Kraus "ofrece un paseo animado y rápido por la cosmología moderna y sus sólidos fundamentos en las observaciones astronómicas y la teoría de la física de partículas" y que  "defiende de forma persuasiva que la cuestión última del origen cósmico - cómo algo, llamado el universo, que pudo surgir de la nada - pertenece al reino de la ciencia en vez de la teología o la filosofía".
En el New Scientist, Michael Brooks escribió, "Krauss sólo estará predicando a los conversos. Dicho esto, deberíamos alegrarnos de que nos predique con tanta inteligencia. No se puede decir lo mismo del epílogo de Dawkins, que es tan superfluo como tonto".
Comentando el debate filosófico suscitado por el libro, el físico Sean M. Carroll se preguntaba: "¿Los avances de la física y la cosmología modernas nos ayudan a abordar estas cuestiones subyacentes, de por qué hay algo llamado universo, y por qué hay cosas llamadas "leyes de la física", y por qué esas leyes parecen adoptar la forma de la mecánica cuántica, y por qué una función de onda y un Hamiltoniano concretos? En una palabra: no. No veo cómo podrían".